# Arrondissement Saint-Nazaire
Saint-Nazaire is een arrondissement van het Franse departement Loire-Atlantique in de regio Pays de la Loire. De onderprefectuur is Saint-Nazaire.

## Kantons
Het arrondissement was tot 2014 samengesteld uit de volgende kantons:
- Kanton La Baule-Escoublac
- Kanton Bourgneuf-en-Retz
- Kanton Le Croisic
- Kanton Guérande
- Kanton Herbignac
- Kanton Montoir-de-Bretagne
- Kanton Paimbœuf
- Kanton Pontchâteau
- Kanton Pornic
- Kanton Saint-Gildas-des-Bois
- Kanton Saint-Nazaire-Centre
- Kanton Saint-Nazaire-Est
- Kanton Saint-Nazaire-Ouest
- Kanton Saint-Père-en-Retz
- Kanton Savenay

Na de herindeling van de kantons bij decreet van 25 februari 2014, met uitwerking op 22 maart 2015, omvat het arrondissement volgende kantons:
- Kanton La Baule-Escoublac
- Kanton Blain ( deel: 8/14 )
- Kanton Guérande
- Kanton Machecoul-Saint-Même ( deel: 2½/12½ )
- Kanton Pontchâteau ( deel: 9/13 )
- Kanton Pornic
- Kanton Saint-Brevin-les-Pins ( deel: 6/9 )
- Kanton Saint-Nazaire-1
- Kanton Saint-Nazaire-2